# 德勒斯登戰役
德勒斯登戰役發生於1813年8月26日-8月27日於德國德勒斯登附近。結果在拿破崙帶領下，法國擊敗第六次反法同盟的普俄奧聯軍。然而拿破崙卻沒有贏的徹底，造成日後戰鬥的艱辛；幾天後，側翼軍團被圍被迫投降後，雙方又發生了庫爾姆戰役。

## 起因
8月16日，拿破崙已經派出元帥聖西爾的軍團在德勒斯登修築堡壘，以提供他迂迴反法同盟軍隊時，有基地使用。在敵軍會合之前，拿破崙計畫去攻擊他們的補給線，並徹底擊敗他們。他擁有三十萬人的軍隊可對抗聯軍的四十五萬人。但是盟軍避開了拿破崙的主力軍，轉而攻擊他下屬指揮的軍團。在盟軍的特拉成堡計畫中，8月23日於柏林南側爆發大贝伦戰役，曾是法國的元帥，也是拿破崙的元帥之一的瑞典王儲卡爾十四世·約翰擊敗他以前的同僚烏迪諾元帥，緊接著在8月26日，普魯士元帥布呂歇爾在卡茲巴赫戰役擊敗了元帥麥克唐納。

## 戰鬥情形
在卡茲巴區戰役爆發的同一天，聯軍的施瓦岑貝格元帥率領超過200,000人的波西米亞的奧地利軍（包括奧皇、俄國沙皇及普魯士國王）進攻聖西爾。但是拿破崙出其不意地並迅速抵達戰場和增強防禦這波攻擊。儘管數量上處於2:1的劣勢，拿破崙還是於第二天（8月27日）轉向攻擊聯軍的左側並贏得一場令人印象深刻的勝利 ，但他的軍隊却並未徹底圍困敵軍，最後讓施瓦岑貝格逃走。聯軍大約損失38,000人和40門火砲，而法國則大約10,000人傷亡。一些拿破崙的著名軍官描述他「儘管在戰鬥的期間暴露在猛烈陰冷的雨當中，依舊勇猛地指揮著法軍」。先前被拿破崙放逐到美國，而後加入第六次反法同盟的讓·維克多·莫羅元帥於此役中重傷，9月2日逝世。

## 後續發展

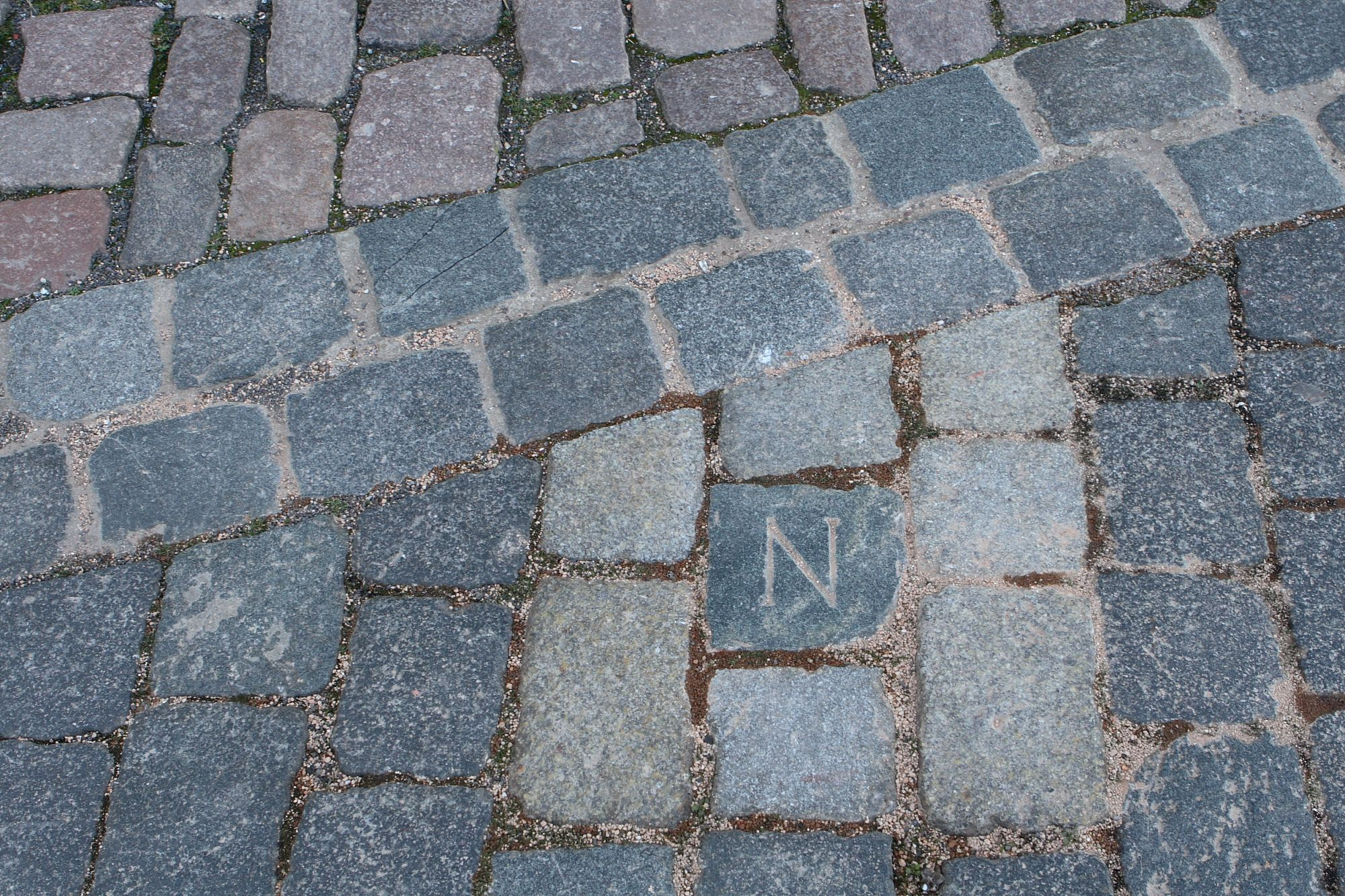
在德國德勒斯登的拿破崙象徵物

由於不支持和聖西爾以及其他元帥一起追擊撤退的施瓦岑貝格，旺達姆決定由他親自指揮部分法軍，並預測法軍將會勝利。這造成了三天後的庫爾姆戰役。

## 註解
1. 1 2  Bodart 1908，第455頁.
2. 1 2 3  Leggiere 2015，第9頁.
3. ↑  . Peterswald.   [2009-02-06]. （原始内容存档于2001-03-14）.

## 外部連結
- Battle of Dresden animated battle map by Jonathan Webb
- Battle of Dresden 1813 - maps, illustrations （页面存档备份，存于）
- Memoirs （页面存档备份，存于） of the Duke Rovigo